# ماريانو سانشيز
ماريانو سانشيز (بالإسبانية: Mariano Sánchez Martínez)‏ (28 يناير 1978 سان بييدرو ديل بيناتار إسبانيا - ) هو لاعب كرة قدم إسباني يلعب كلاعب وسط.

## روابط خارجية
- ماريانو سانشيز على موقع Soccerway.com (الإنجليزية)
- ماريانو سانشيز على موقع AS.com (الإسبانية)